# Коврижкін Сергій Євгенович
Сергі́й Євге́нович Коври́жкін (нар. 2 липня 1979, Керч, Кримська область, Українська РСР, СРСР — пом. 11 липня 2009) — український футболіст, нападник.

## Кар'єра
Сергій Євгенович народився 2 липня 1979 року. Вихованець сімферопольського спортінтернату. Виступав за місцеву «Таврію», в якій зіграв 1 матч, ставши одним із наймолодших дебютантів в історії Вищої ліги України.
Також грав у  сакському «Динамо», «Явір» з Краснопілля (згодом перейменований на «Явір-Суми») та «Освіта» з міста Керч. У 1999 році перейшов в одеський «Чорноморець», в якому зіграв 3 матчі, у 2000 році грав за дубль московського «Спартака».
Далі в його кар'єрі були клуби аматорської, Другої та Першої ліги. Найвідоміші: житомирське «Полісся», хмельницьке «Поділля» та київська «Оболонь». Останнім клубом став кримський «ІгроСервіс», в якому провів 30 матчів і забив 4 м'ячі.
Трагічно загинув при купанні в морі 11 липня 2009.